# Gottéron
Pour les articles homonymes, voir Gottéron (homonymie).
Le Gottéron (ou Gotteron, appelé en allemand Galtera ou Galternbach), vraisemblablement dérivé du mot latin caldarione (chaudron), qui désigne une vallée encaissée, est un cours d'eau de Suisse qui traverse une partie du canton de Fribourg.
La rivière Galtera prend sa source au nord de la commune Planfayon, s'écoule vers le nord puis l'ouest dans l'étroite vallée nommée Galterengraben flanquée de falaises qui, depuis le Moyen Âge, abritait des moulins et des martelleries. Environ 1 km avant de se jeter dans la Sarine (bassin du Rhin), à l'entrée de la ville de Fribourg, la rivière et la vallée prennent le nom de Gottéron. 
Il a également donné son nom à un pont qui le franchit à Fribourg, le pont du Gottéron, ainsi qu'au club de hockey sur glace Fribourg-Gottéron fondé par six jeunes originaires de la Basse Ville (vieille ville) de Fribourg et qui jouaient en hiver sur les étangs gelés de la pisciculture de la vallée du Gottéron.